# Czerwionka-Leszczyny (plaats)
Czerwionka-Leszczyny is een stad in het Poolse woiwodschap Silezië, gelegen in de powiat Rybnicki. De oppervlakte bedraagt 38,52 km², het inwonertal 28.702 (2005).